# Cem Bölükbaşı

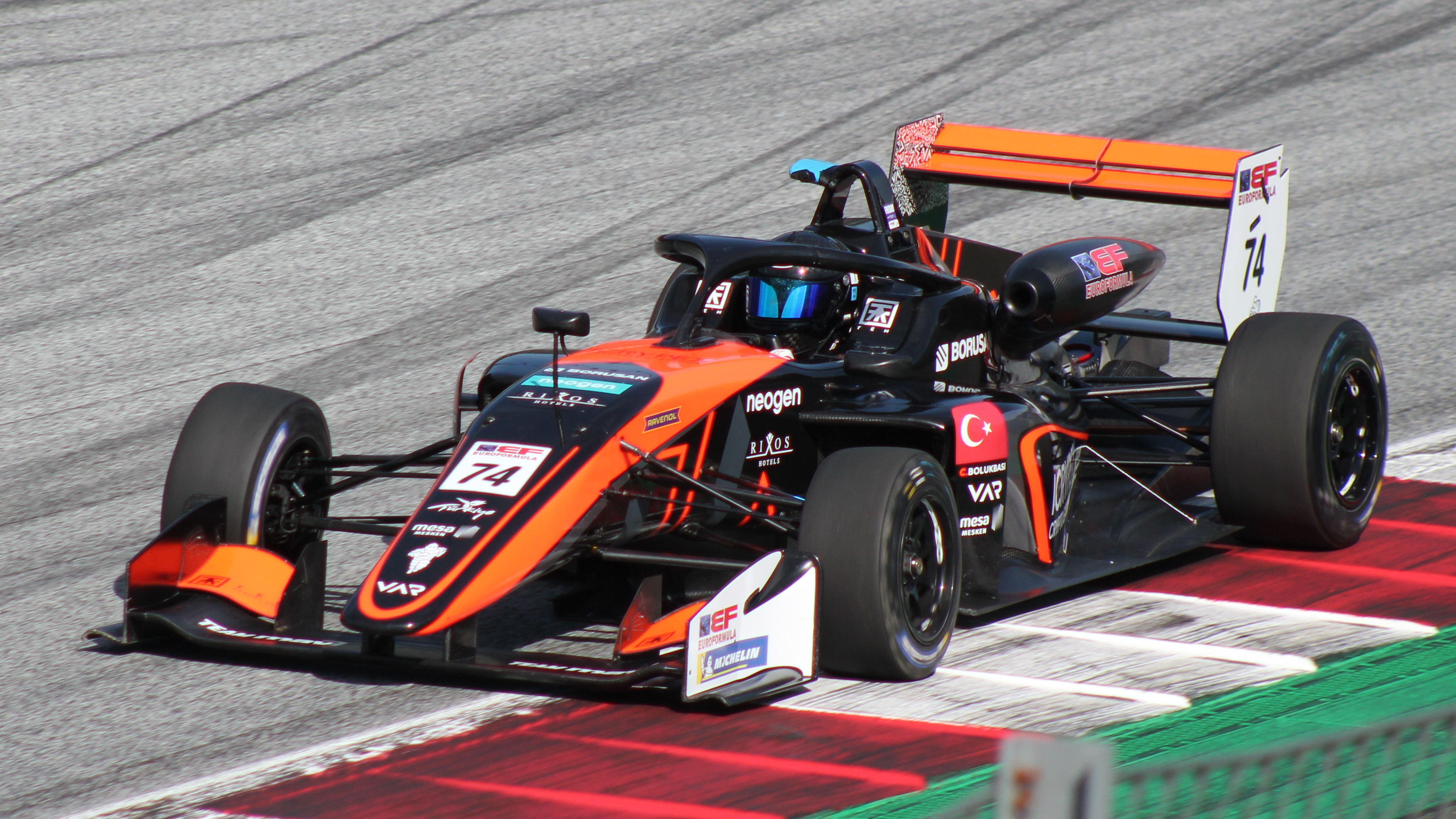
Cem Bölükbaşı in de Euroformula Open op de Red Bull Ring in 2021

Cem Bölükbaşı (Istanboel, 9 februari 1998) is een Turks autocoureur en e-sporter.

## Autosportcarrière
Bölükbaşı begon zijn carrière op vijfjarige leeftijd in het motorcross. Een jaar later werd hij nationaal kampioen. In 2007 stapte hij over naar de autosport, waarin hij uitkwam in diverse nationale en Europese kampioenschappen. In 2009 behaalde hij zijn beste klassering met een derde plaats in de Mini-klasse van het Turks kartkampioenschap. In 2012 kwam hij voor het laatst uit in de karts.
In 2017 maakte Bölükbaşı zijn e-sportdebuut in de finale van de Formula One eSports Series op het spel F1 2017, waarin hij tegen negentien andere coureurs streed om het virtuele Formule 1-wereldkampioenschap. Hij won een van de drie races en werd vijfde met 35 punten. In 2018 tekende hij een contract bij het team G2 Esports FA Racing, deels eigendom van tweevoudig wereldkampioen Fernando Alonso. Hij nam hier deel aan diverse kampioenschappen. In 2018 keerde hij terug in de Formula One eSports Series, waarin hij vier van de tien races reed. Hij werd twaalfde met 32 punten. In 2019 reed hij in negen van de twaalf races en werd hij met 4 punten 21e in de eindstand. In alle jaren reed hij voor het team van Toro Rosso.
In 2019 keerde Bölükbaşı terug in de autosport, waar hij debuteerde in de sportwagens in de GT4 European Series bij het team Borusan Otomotiv Motorsport. Hij kwam uit in de Pro-Am Cup, waarin hij aan vier van de twaalf races deelnam. Hij behaalde een podiumfinish op het Misano World Circuit Marco Simoncelli en werd zeventiende in de eindstand met 26 punten. Aan het eind van het jaar debuteerde hij in het formuleracing tijdens het voorlaatste raceweekend van de Eurocup Formule Renault 2.0 op de Hockenheimring bij het team M2 Competition. Hij nam deel als gastcoureur en eindigde de eerste race als zestiende, terwijl hij in de tweede race uitviel.
In 2020 kwam Bölükbaşı uit als fulltime coureur in de Pro-Am Cup van de GT4 European Series bij Borusan Otomotiv Motorsport. Hij deelde hier de auto met Yağız Gedik. Het duo won drie races op het Autodromo Enzo e Dino Ferrari, het Circuit Spa-Francorchamps en het Circuit Paul Ricard. Met 192 punten werden zij tweede in de eindstand.
In 2021 begon Bölükbaşı het seizoen in het Aziatische Formule 3-kampioenschap, waarin hij reed voor BlackArts Racing. Hij behaalde in dertien van de vijftien races punten, met een vijfde plaats op het Yas Marina Circuit als beste resultaat. Met 61 punten werd hij negende in het klassement. Vervolgens keerde hij terug in de GT4 European Series, waarin hij gedurende het seizoen uitkwam in de Pro-Am Cup, de Am Cup en de Silver Cup. Enkel in de Am Cup wist hij twee races op Spa-Francorchamps te winnen. Hij eindigde in de klassen respectievelijk als elfde, elfde en vijftiende in de stand. Ook debuteerde hij in de LMP3-klasse van de European Le Mans Series bij EuroInternational tijdens de race op de Red Bull Ring, waarin hij tweede werd. Verder stapte hij vanaf het vierde raceweekend op de Hungaroring in bij het team Van Amersfoort Racing in de Euroformula Open. Hij won direct zijn debuutrace, en tijdens het laatste weekend op het Circuit de Barcelona-Catalunya voegde hij hier een tweede zege aan toe. Hiernaast behaalde hij in de resterende races nog zes podiumplaatsen. Hoewel hij aan slechts vijf van de acht raceweekenden deelnam, werd hij vijfde in het klassement met 217 punten.
In 2022 debuteerde Bölükbaşı in de Formule 2 bij het team Charouz Racing System. In het tweede weekend op het Jeddah Corniche Circuit moest hij beide races missen na een crash in de vrije training. In het daaropvolgende weekend op Imola was hij nog niet voldoende hersteld en werd hij vervangen door David Beckmann. Vervolgens keerde hij terug in de klasse, maar voorafgaand aan het weekend op Spa-Francorchamps werd zijn contract met het team ontbonden. Zijn beste resultaat was een elfde plaats op het Circuit de Monaco, waardoor hij puntloos op plaats 24 in het kampioenschap eindigde.
In 2023 verhuist Bölükbaşı om deel te nemen aan de Super Formula voor het team TGM Grand Prix.